# Simon Kukec
Simon Kukec [símon kúkec], slovenski podjetnik, pivovar in hmeljar * 20. oktober 1838, Povir pri Sežani, Slovenija, † 29. oktober 1910, Žalec.
Kukec velja za najpomembnejšega pivovarja, ki ga Laščani imenujejo oče laškega piva. Rojen je bil kot sin malega posestnika v Povirju pri Sežani. Starša, oče Jakob in mati Helena, rojena Stok, sta bila kmeta. Po osnovni šoli se je zaposlil na železnici. Po tedanji ureditvi je aktivno vojsko služil 12 let in dosegel čin narednika. Kot zastavonoša domobranskega 22. pehotnega polka Wimpfen je v bitki pri Custozzi leta 1866 nosil polkovno zastavo. Rozeta z zastave je v Kukčevem družinskem albumu.
V Trstu se je leta 1869 poročil z Ano Smolka. Iz Sesljana, kjer je v času poroke delal kot železničarski čuvaj, se je z ženo in trokom preselil v Martinšćico pri Reki. Udejstvoval se je kot prevozniški podjetnik pri gradnji pristanišča, žena pa je vodila restavracijo za številne delavce, ki so tedaj gradili pristanišče na Sušaku.

## Prihod v Žalec in nakup pivovarne
Leta 1880 sta se naselila v Trbovljah in tam vzela v zakup rudniško restavracijo Bratovske skladnice. S tem sta toliko zaslužila, da sta se z družino leta 1887 naselila v Žalcu, kjer je Kukec nakupil toliko nasadov hmelja, da je veljal za veleposestnika. Od Žuževe vdove je kupil nekdanjo staro pivovarno, ki jo je leta 1842 ustanovil žalski posestnik Franc Žuža. Varil je kotel te pivovarne, v kateri je pivo varil Franc Reil, je imel komaj 20 hl vsebine. Kukec je v letih 1891/92 povečal žalsko pivovarno, jo povsem posodobil, ter ji dodal lastno sladarno. Poleg pivovaritelja, kletarja in treh sodarjev je bilo v njej zaposlenih še 50 delavcev in štirje uradniki. Leta 1891 je bila zgrajena in za promet odprta železniška proga Celje - Velenje, ki je omogočala lažji transport in povečala promet blaga skozi Žalec: zlasti premoga, pa tudi hmelja in piva.

## Nakup Pivovarne v Laškem in združitev
10. avgusta 1889 je Kukec na dražbi kupil še bližnjo pivovarno v Laškem (tedaj laški trg). Obe pivovarni je združil in ju imenoval Združene pivovarne Žalec in Laški trg. Pivovarno v Žalcu je vodil sam, v Laškem pa je bil ravnatelj njegov sin Edvard. Hči Aneta, ki se je pozneje poročila z laškim trgovcem Konradom Elsbacherjem, je bila glavni knjigovodja (1895-1902). Kukec je tudi laško pivovarno vsestransko izpopolnil, jo povečal in opremil z boljšimi stroji in opremo. Uvedel je strogo produkcijsko delitev dela po oddelkih. Z dobro organizacijo v Laškem mu je uspelo doseči v času najboljše gospodarske rasti po 30.000 do 35.000hl piva, v Žalcu pa od 15.000 do 20.000 hl piva letno, čeprav se je moral boriti z močno konkurenco domačih pivovarn ter pivovarn v Grazu in Leobnu. V Žalcu je bila pivovarna tedaj edino podjetje, v Laškem pa je bil med več nemškimi podjetniki edini Slovenec. Zaposloval je samo slovenske delavce in nameščence. Ker je slovenskih strokovnjakov za pivovarništvo ni bilo, je raje zaposloval Čehe kot Nemci, kar je bilo v tistih časih ob narodnostnih bojih na Slovenskem Štajerskem zelo pomembno.